# Río Bonito
Río Bonito är en ort i Honduras.   Den ligger i departementet Departamento de Comayagua, i den västra delen av landet, 110 km nordväst om huvudstaden Tegucigalpa. Río Bonito ligger 1 522 meter över havet och antalet invånare är 1 054.
Terrängen runt Río Bonito är bergig åt nordväst, men åt sydost är den kuperad. Río Bonito ligger uppe på en höjd. Runt Río Bonito är det ganska glesbefolkat, med 50 invånare per kvadratkilometer. Närmaste större samhälle är Siguatepeque, 19,3 km söder om Río Bonito.  